# Онищенко Григорій Харлампійович
Григо́рій Харла́мпійович Они́щенко (нар. 22 серпня 1913, Ганнівка — пом. 17 травня 1945) — радянський артилерист, Герой Радянського Союзу.

## Біографія
Народився 22 серпня 1913 року в селі Ганнівці (нині Петрівського району Кіровоградської області) в селянській родині. Українець. Отримав початкову освіту. Працював головою колгоспу.
У Червоній армії з 1941 року. У діючій армії з лютого 1942 року. Член ВКП(б) з 1943 року.

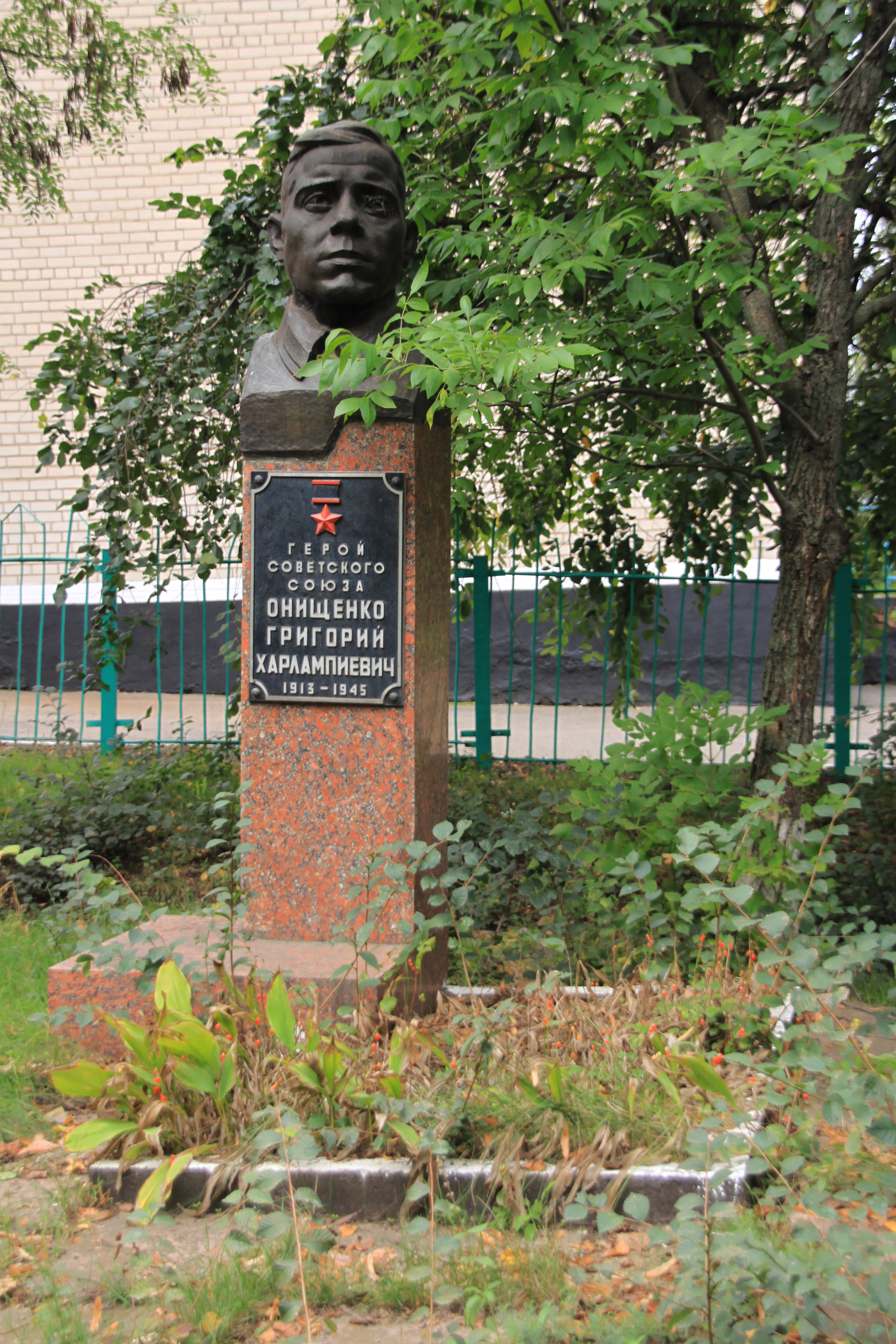
Могила Григорія Онищенка

Навідник гармати 886-го артилерійського полку (322-га стрілецька дивізія, 13-та армія, Центральний фронт) молодший сержант Григорій Онищенко відзначився в боях у період з 26 вересня по 10 жовтня 1943 року в районі села Красного Чернігівського району Чернігівської області. Замінивши пораненого командира гармати вів вогонь по противнику до останнього снаряду. Коли скінчилися боєприпаси повів обслугу гармати в рукопашну сутичку і відстояв позицію. При форсуванні річок Десни, Дніпра і Прип'яті, і в боях на плацдармах брав участь у відбитті численних контратак противника.
Указом Президії Верховної Ради СРСР від 16 жовтня 1943 року за зразкове виконання бойових завдань командування і проявлені мужність і героїзм у боях з німецько-фашистськими загарбниками молодшому сержанту Онищенку Григорію Харлампійовичу присвоєно звання Героя Радянського Союзу з врученням ордена Леніна і медалі «Золота Зірка» (№ 1 174).
Помер 17 травня 1945 року. Похований у рідному селі Ганнівці.